# Feliks Barabasz
Feliks Barabasz (ur. 22 września 1919 w Skajbotach koło Olsztyna, zm. 6 czerwca 1982 w Olsztynie) – polski działacz społeczny, bankowiec, poseł na Sejm PRL VI i VII kadencji z ramienia PZPR.

## Życiorys
Syn Bernarda (1889–1961, znanego działacza warmińskiego) i Agnieszki z domu Kensbok (1884–1954). Należał do Związku Polaków w Niemczech, w latach 1938–1939 pracował w Banku Słowiańskim w Berlinie. W 1939 ukończył dwuletnią szkołę handlowo-zawodową w Berlinie. Posiadał wykształcenie średnie niepełne. Po II wojnie światowej był wieloletnim dyrektorem oddziału Powszechnej Kasy Oszczędności w Olsztynie. Działał w Warmińsko-Mazurskim Towarzystwie Społeczno-Kulturalnym (był jego prezesem od 1961), od 1957 zasiadał w Wojewódzkiej Radzie Narodowej w Olsztynie. W 1960 przystąpił do Polskiej Zjednoczonej Partii Robotniczej, w której w 1967 został członkiem Komitetu Miejskiego i Powiatowego. Przez dwie kadencje (w latach 1972–1980) był posłem na Sejm PRL.
Spoczywa na cmentarzu komunalnym w Olsztynie.

## Odznaczenia i wyróżnienia
Odznaczony Krzyżem Oficerskim i Kawalerskim Orderu Odrodzenia Polski, Złotym i Srebrnym Krzyżem Zasługi oraz Odznaką 1000-lecia Państwa Polskiego. W grudniu 1979 został wpisany do Księgi Honorowej Samorządu Mieszkańców Olsztyna – Miejskiej Rady Narodowej – za wkład w społeczno-gospodarczy rozwój miasta.